# 張瑛 (正統進士)
張瑛（1411年—？），字廷玉，浙江杭州府錢塘縣人，民籍。明朝政治人物。進士出身。

## 生平
正統三年（1438年）戊午科順天府鄉試第三名。正統七年（1442年）壬戌科會試第一百二十三名，殿試登進士第三甲第三十一名。

## 家族
曾祖父張光遠。祖父張貴，贈吏部考功員外郎。父亲張信，曾任吏部稽勳郎中。